# ريتشارد ويلكينز
ريتشارد ويلكينز (بالإنجليزية: Richard Wilkins)‏ هو مقدم تلفزيوني أسترالي، ولد في 19 يونيو 1954 في نيوزيلندا.

## وصلات خارجية
- ريتشارد ويلكينز على موقع IMDb (الإنجليزية)
- ريتشارد ويلكينز على موقع ميوزك برينز (الإنجليزية)
- ريتشارد ويلكينز على موقع قاعدة بيانات الفيلم (الإنجليزية)